# Festival international du film de Moscou 2018
Le Festival international du film de Moscou 2018, 40e édition du festival, s'est déroulé du 19 au 26 avril 2018.

## Déroulement et faits marquants
Le festival qui se tient normalement en juin est décalé au mois d'avril à cause de la Coupe du monde de football de 2018.
Le 26 avril 2018, le palmarès est dévoilé. Le film Le Roi des aigles (Тойон Кыыл) d'Edouard Novikov remporte le Grand Prix. Le Prix du meilleur réalisateur est remis à Alexandre Kott pour Spitak. Giovanna Mezzogiorno remporte le prix d'interprétation féminine pour Napoli velata et le prix d'interprétation masculine est remporté par Kieran Charnock pour Stray. Le Prix spécial du jury est remis à  Nu de Yang Ge.

## Jury
- Paolo Del Brocco (it) (président du jury), producteur italien
- Anna Melikian, réalisatrice
- John Savage, acteur
- Nastassja Kinski, actrice
- Liang Qiao, réalisateur

## Sélection

### En compétition internationale
- Bloody Richard (Riccardo va all'inferno) de Roberta Torre  France  Italie
- Foaming at the mouth (Ar putām uz lūpām) de Janis Nords  Lettonie  Lituanie  Pologne
- Fortitude (Sabot) de Rashid Malikov  Ouzbékistan
- Gaspard va au mariage d'Antony Cordier  France
- Halef de Murat Düzgünoğlu  Turquie
- Napoli velata de Ferzan Özpetek  Italie
- Night God d'Adilkhan Yerzhanov  Kazakhstan
- Ophélie (Ophelia) de Claire McCarthy  États-Unis
- Rage (Raiva) de Sérgio Tréfaut  Portugal
- Soldier's mementos de Kim Jae-han  Corée du Sud
- Spitak (Спитак) d'Alexandre Kott  Russie
- Stray de Dustin Feneley  Nouvelle-Zélande
- Le 12e homme (Den 12. mann) de Harald Zwart  Norvège
- Le Roi des aigles (Тойон Кыыл, Toyon Kyyl) d'Edouard Novikov  Russie
- Without Leon (El Año del León) de Mercedes Laborde  Argentine
- Niu (НЮ / 牛) de Yang Ge  Russie

## Palmarès
- Grand Prix : Le Roi des aigles d'Edouard Novikov.
- Prix du meilleur réalisateur : Alexandre Kott pour Spitak.
- Prix de la meilleure actrice : Giovanna Mezzogiorno dans Napoli velata.
- Prix du meilleur acteur : Kieran Charnock dans Stray.
- Prix spécial du jury : Nu de Yang Ge.